# LM-57
LM-57 (russisch ЛМ-57) ist der Name eines von dem Wagonoremontny Sawod in Leningrad (WARS, heute Peterburgski Tramwajno-Mechanitscheski Sawod, Sankt Petersburg, Russland) gebauten Straßenbahnfahrzeugs. Die Abkürzung LM bedeutet Leningradski Motorny (russisch Ленинградский Моторный, deutsch Leningrader Triebwagen), die Zahl 57 entspricht dem Entwicklungsjahr 1957. Alle Wagen dieses Types waren Einrichtungsfahrzeuge und verkehrten nur an Linien mit Wendeschleifen oder -dreiecken an den Streckenabschlüssen.

## Konstruktion
Aus technischer Sicht war der LM-57 ein Übergangsentwurf von alten Wagen zu den moderneren PCC-ähnlichen Straßenbahnfahrzeugen. Er hat zwei identische rahmenlose Drehgestelle mit nur einer einzigen Federungsstufe wie authentische PCC-Wagen, aber im Unterschied zu ihnen wurde er mit der alten Direktsteuerung anstatt eines Beschleunigers ausgestattet. Diese konstruktive Lösung machte die Fahrt in Traktion in der Standardausführung unmöglich. Auch der LM-57 hatte keine Beiwagen-Variante, darum konnte er nur als Solotriebwagen verkehren.

## Einsatz
Das WARS stellte den LM-57-Prototyp im Jahr 1957 her, nach der Fertigung und Nacharbeit der kleinen Nullserie in den Jahren 1958–1960 begann im Jahr 1961 die Serienproduktion des Fahrzeuges. Insgesamt baute das WARS 1038 LM-57 von 1957 bis 1969. Dann wurde dieser Wagen in der Serienproduktion durch den moderneren LM-68-Vierachser, der in Traktion fahren konnte, ersetzt. Die LM-57-Straßenbahnfahrzeuge fuhren in Leningrad, Kiew, Taschkent, Gorki, Archangelsk, Kasan, Saratow, Magnitogorsk und Nischni Tagil von 1957 bis 1986. Infolge seiner Stromlinienformen und vieler verchromter Teile erhielt der LM-57 den inoffiziellen Spitznamen „Stiljaga“ (russisch Стиляга, der Dandy).
Ende der 1970er- und Anfang der 1980er-Jahre nahm die Führung der sowjetischen Verkehrsbetriebe die Fahrzeuge als veraltet außer Betrieb. Die ausrangierten Wagen wurden fast alle verschrottet; nur zwei LM-57 sind bis heute als Museumsexponate erhalten geblieben. Der fahrtüchtige LM-57 ist im Sankt Petersburger Straßenbahnmuseum ausgestellt, das andere Fahrzeug ist ein Stillstandexponat des Elektrikverkehrsmuseums in Nischni Nowgorod.

## Weiterführende Informationen